# Pseudocopicucullia biskrana
Pseudocopicucullia biskrana là một loài bướm đêm trong họ Noctuidae.